# Cap de la Pleta Mala
El Cap de la Pleta Mala és una muntanya que es troba en el terme municipal de la Vall de Boí, a la comarca de l'Alta Ribagorça, i dins del Parc Nacional d'Aigüestortes i Estany de Sant Maurici.

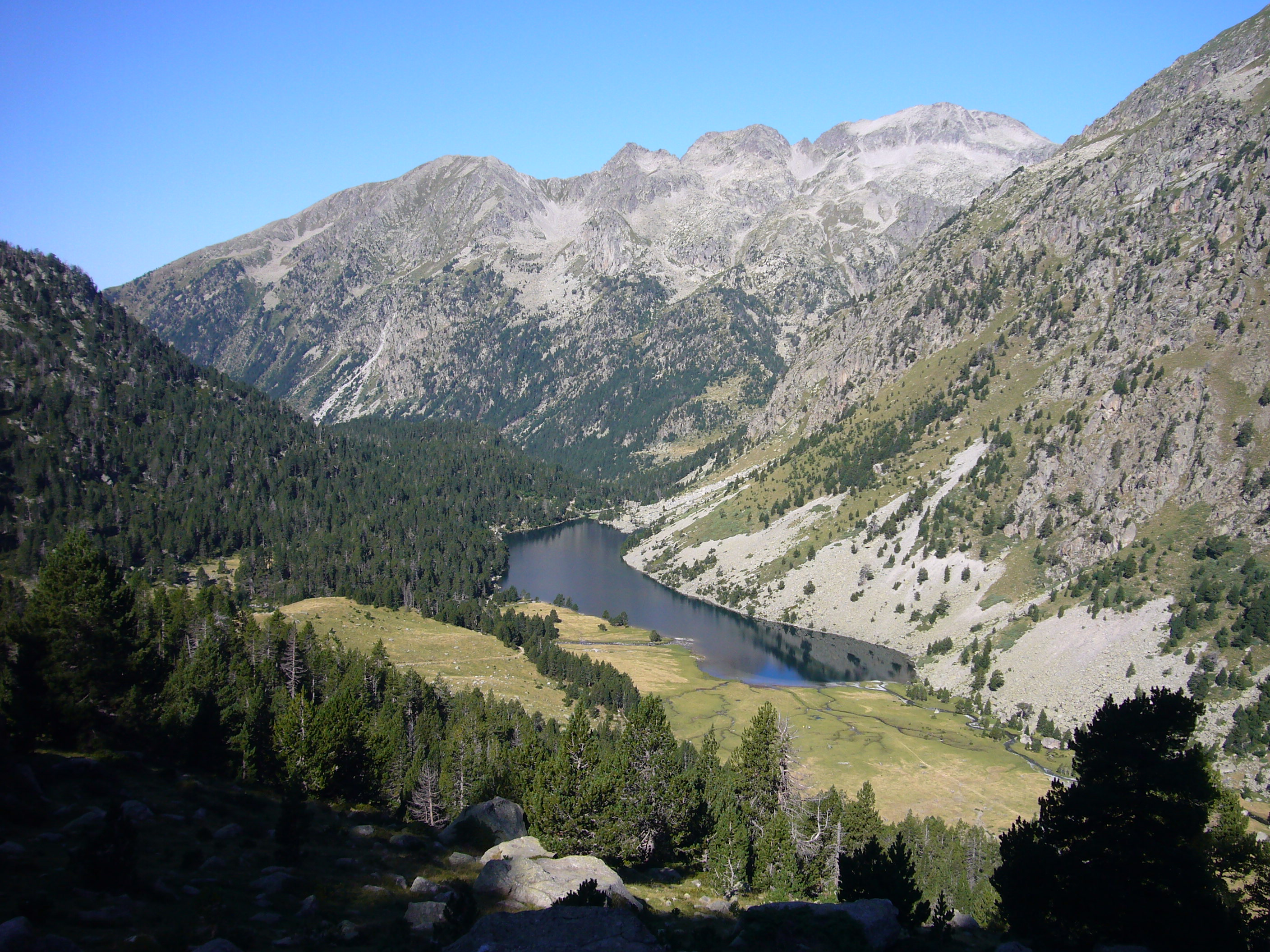
Estany Llong i Carena Oriental de la Vall de Sarradé des del camí del Portarró d'Espot (Imatge amb anotacions)

El pic, de 2.692,9 metres, s'alça a la carena que separa la Vall de Sarradé (O) i la Vall de Sant Nicolau (SE); amb el Cap de les Pales del Planell Gran al nord-est i el Serrat dels Ginebros al sud-oest.